# Falcon (Gewehr)
Das Falcon ist ein von Zbrojovka Vsetín Inc. (ZVI) entwickeltes tschechisches Anti-materiel rifle. Das Bullpup-Gewehr ist für Bodentruppen sowie Spezialeinheiten zum Einsatz gegen entfernte Ziele bis 1.600 m Entfernung, zum Beispiel gepanzerte Fahrzeuge sowie technische Geräte vorgesehen.

## Technik
Das Falcon ist ein Repetiergewehr mit einem Mauserverschlusssystem und Zwei-Schuss-Magazin. Anstatt des Magazins kann eine Schutzabdeckung angebracht werden, wodurch die Waffe als Einzellader funktioniert. Der Verschluss verriegelt mit zwei Warzen im Lauf.
Das Rohr und das Gehäuse sind durch einen Bajonettverschluss verbunden. Am Lauf, etwa in der Mitte der Gesamtlänge der Waffe, ist ein zusammenklappbares Zweibein angebracht, an dem zugleich auch ein Tragegriff montiert ist. An der Mündung ist eine Mündungsbremse angebracht, die laut Herstellerangaben etwa 75 % des Rückstoßes der großkalibrigen Patronenmunition ausgleicht. Der gefühlte Rückstoß wird durch eine gefederte Kolbenplatte weiter gedämpft.
Als Visier kann ein Meopta-Zielfernrohr ZD 10×50 für den Tageinsatz sowie ein Meopta-Restlichtverstärker ZN 6× auf die Wechselschiene montiert werden. Der Restlichtverstärker wiegt 2,5 kg. Als Ersatzvisier, falls die optischen Geräte zerstört sind, ist ein einfaches Kimme-und-Korn Visier vorhanden. Die Waffe kann zum Transport in eine Transporttasche verstaut werden. Für Fallschirmspringereinheiten ist ein spezieller Rucksack erhältlich.

## Versionen
Die Waffe wird in zwei Kalibern hergestellt:
- sowjetisches Kaliber 12,7 × 108 mm: OP 96, OP 96 BÚ, OP 96N[1]
- 12,7 × 99 mm NATO (.50 BMG): OP 99[1]

Die Präzision der Waffe hängt stark davon ab, ob normale Maschinengewehrmunition oder Präzisionsmunition verwendet wird.

## Technische Daten
| Kenngröße                                  | Daten                     | Daten                     |
| ------------------------------------------ | ------------------------- | ------------------------- |
| Bezeichnung                                | OP 96N                    | OP 99                     |
| Mündungsgeschwindigkeit                    | 790–900 m/s               | 825–925 m/s               |
| Leergewicht                                | 12,7 kg                   | 12,5 kg                   |
| Gesamtgewicht mit vollem Magazin und Optik | 13,4 kg                   | 14,2 kg                   |
| Gesamtlänge                                | 1.380 mm                  | 1.290 mm                  |
| Rohrlänge                                  | 927 mm                    | 839 mm                    |
| Durchschlagsleistung                       | 25 mm Panzerung auf 100 m | 25 mm Panzerung auf 100 m |
| Geschossgewicht                            | 42,5–49 g                 | 42,9–51 g                 |
| Effektive Reichweite (Tag)                 | 1.600 m                   | 1.500 m                   |
| Effektive Reichweite (Nacht)               | 800 m                     | 800 m                     |

## Nutzer
- tschechische Streitkräfte[1]

## Einsatz
Das Falcon wurde unter Kampfbedingungen in Afghanistan eingesetzt.